# Willie DeWit
Willie DeWit est un boxeur canadien né le 13 juin 1961 à Three Hills, Alberta.

## Carrière
Sa carrière de boxeur amateur est principalement marquée par une médaille d'argent remportée aux Jeux olympiques de Los Angeles en 1984 dans la catégorie poids lourds et une médaille d'or aux Jeux du Commonwealth de Brisbane en 1982. Passé professionnel après les Jeux olympiques, il devient champion du Canada des poids lourds de 1986 à 1988, année de son retrait des rings après une dernière victoire contre Henry Tillman. Son bilan est de 20 victoires, 1 défaite et 1 match nul.

## Palmarès

### Jeux olympiques
- Médaille d'argent en -91 kg aux Jeux olympiques de 1984 à Los Angeles, États-Unis

### Jeux du Commonwealth
- Médaille d'or en +81 kg aux Jeux du Commonwealth de 1982 à Brisbane, Australie